# Гунт
Гунт (Гурумды, Ири-Як, Аличур) — река на Западном Памире в Таджикистане, правый приток Пянджа. Начинается от слияния Ирису и Кульджилги.

## Название
До впадения реки Муздуайрексай носит название Гурумды, ниже, до впадения реки Башгумбез, — Ири-Як (Ирикяк), а ещё ниже, до впадения в озеро Яшилькуль, — Аличур. После выхода из озера называется Гунт.

## Характеристика
Длина реки составляет 296 км, площадь бассейна — 13 700 км². В бассейне Гунта 49 озёр общей площадью 83,3 км². Средний расход воды в устье (город Хорог) составляет 103 м³/с, максимальный — 136 м³/с, минимальный — 72 м³/с. Средний расход взвешенных наносов — 17 кг/с. Питание ледниково-снеговое. Половодье приходится на период с конца апреля по сентябрь. Максимальный сток в июле.

## Течение
Река берёт начало на северных склонах Южно-Аличурского хребта в Восточном Памире. Извилистая долина реки в верховьях имеет корытообразную форму (шириной до 5 км) с плоским заболоченным днищем; ниже превращается в ущелье с крутыми, местами террасированными склонами. Протекает через озеро Яшилькуль, после чего течёт по узкой долине между Рушанским и Шугнанским хребтами. Самым крупным левым притоком является река Шахдара. Возле города Хорог впадает в реку Пяндж.
В низовьях реки построены две ГЭС: Хорог и Памир-1.